# Vrh pri Trebelnem
Vrh pri Trebelnem je naselje v Občini Mokronog - Trebelno.